# Makarjev
Makarjev (oroszul: Макарьев) város Oroszország Kosztromai területén, a Makarjevi járás székhelye.
Lakossága: 7274 fő (a 2010. évi népszámláláskor).

## Fekvése
A Kosztromai terület déli részén, Kosztromától 186 km-re keletre, az Unzsa alsó folyása mentén fekszik. A legközelebbi vasútállomás a 74 km-re északra lévő Manturovo, a Buj–Kirov fővonalon. Folyami kikötő az Unzsa jobb partján.

## Története
1439-ben egy Makarij nevű szerzetes kis kolostort alapított, később körülötte jött létre a település. A 17. században az első Romanov cár nagy területeket és több falut adományozott a kolostornak. Ezek alapján 1779-ben Makarjevo néven várossá nyilvánították (pontosabban Makarjevo-na-Unzse néven, így különböztették meg a Volga-menti Makarjevótól).  1797-ben a város a Kosztromai kormányzóságban ujezd székhelye lett. Több alkalommal volt tűzvész áldozata, 1802-ben szinte teljesen leégett. Újjáépítésekor az egységes városrendezési terv előírása szerint Kosztromához hasonló, „csillagos” utcaszerkezetet alakítottak ki. A 19. században híressé váltak májusi erdészeti vásárai. Makarjev abban az időben jelentős folyami kikötő is volt, első hajózási társasága 1861-ben kezdte meg tevékenységét.
A szovjet korszakban a faipar (fakitermelés, fafeldolgozás) egyik központjává alakították, rostlenre alapozott textilipara is jelentős volt. Az erdészet és a faipar napjainkban is vezető ágazata a gazdaságnak. 
A város nevezetessége és fő látnivalója a Makarjevo-Unzsai-kolostor 17–19. századi épületegyüttese. 